# 雅典縣 (俄亥俄州)
雅典縣（英語：Athens County）是位於美國俄亥俄州東南部的一個縣，東南角以俄亥俄河與西維吉尼亞州相隔。面積1,317平方公里。根據美國2000年人口普查，共有人口62,223。縣治雅典。
成立於1805年，縣名來自古代歐洲的學術中心雅典 (俄亥俄大學在前一年設立於此)。